# Commonwealth delle nazioni
Il Commonwealth delle nazioni (in inglese Commonwealth of Nations, acronimo CON), più colloquialmente  Commonwealth, è un'organizzazione internazionale composta di 56 Stati indipendenti, in gran parte accomunati dalla comune passata appartenenza all'Impero britannico, del quale esso rappresenta una sorta di sviluppo su base volontaria.
La popolazione complessiva degli Stati che vi aderiscono è di oltre due miliardi di persone.
In passato era noto anche come Commonwealth britannico, benché tale definizione sia stata formalmente in vigore solo dalla fondazione nel 1926 fino al 1948, per poi cadere.
Il Commonwealth è il successore dell'Impero britannico e adempie a una vasta gamma di funzioni.
Il capo del Commonwealth è il sovrano del Regno Unito, al 2025 Carlo III; il suo direttore è la politica e diplomatica ghanese Shirley Ayorkor Botchwey, entrata in carica ad aprile 2025.

## Storia
Nel 1884 Lord Rosebery, mentre visitava Adelaide, nel Sud dell'Australia, descrisse come l'impero stesse cambiando da una situazione di colonialismo a una di maggiore indipendenza: un "Commonwealth di nazioni".
Dal 1887 si sono tenute conferenze dei Primi Ministri britannici e coloniali miranti alla creazione delle "conferenze imperiali" entro la fine degli anni '20. L'istituzione formale del Commonwealth si sviluppò effettivamente a partire da queste conferenze, in particolare dalla conferenza imperiale del 1926, che con la dichiarazione Balfour riconobbe l'indipendenza delle colonie e dei domini: in questo documento i domini e le colonie britannici concordavano di essere "uguali nello status e non inferiori al Regno Unito in alcun aspetto dei loro affari interni ed esteri, sebbene uniti da un'alleanza comune con la Corona e liberamente associati come membri del Commonwealth britannico delle nazioni". Questo rapporto venne formalizzato con lo statuto di Westminster del 1931.
In Irlanda nel 1937 venne introdotta una nuova Costituzione, che la costituiva come Stato completamente sovrano. L'ultimo legame formale con il Regno Unito venne eliminato nel 1948, quando il Parlamento (Oireachtas) approvò il Republic of Ireland Act, che dichiarò l'Irlanda una repubblica; su questa base, nel 1949 l'Irlanda lasciò il Commonwealth britannico.
Il problema dei Paesi con costituzioni indipendenti dalla Corona ma che desideravano essere membri del Commonwealth fu risolto nell'aprile del 1949 ad una riunione di Primi Ministri del Commonwealth a Londra. L'India fu d'accordo che, nel momento in cui fosse diventata una repubblica (il che avvenne nel gennaio del 1950), avrebbe accettato il re come "simbolo della libera associazione dei membri delle sue nazioni indipendenti e come tale capo del Commonwealth". Gli altri Paesi del Commonwealth a loro volta riconobbero all'India il diritto di continuare ad appartenere all'associazione; all'insistenza del Pakistan, si presunse che ad altri Stati sarebbe stato concesso lo stesso trattamento dell'India. La dichiarazione di Londra è vista spesso come punto d'inizio del moderno Commonwealth e, seguendo le orme dell'India, altre nazioni si mossero per divenire repubbliche o monarchie costituzionali sotto la guida di una casa reale diversa.
A causa della crescita del Commonwealth, il Regno Unito e i suoi domini (il termine cadde formalmente negli anni '40) divennero informalmente noti come il "vecchio Commonwealth", in particolare dagli anni '60, quando i domini più ricchi non furono d'accordo con quelli più poveri, africani e asiatici (o "nuovo Commonwealth"), sui vari problemi durante le riunioni dei capi di Stato del Commonwealth. Si accusò il vecchio "Commonwealth dei bianchi" di avere interessi diversi, in particolare, dal Commonwealth delle nazioni africane e vennero a galla sentimenti carichi di razzismo e colonialismo durante gli accesi dibattiti sulla Rhodesia negli anni sessanta e settanta, l'imposizione di sanzioni contro la segregazione razziale in Sudafrica negli anni ottanta e, più recentemente, si è discusso per ottenere riforme democratiche in Nigeria e nello Zimbabwe. Il termine Nuovo Commonwealth venne usato anche nel Regno Unito (specialmente negli anni sessanta e settanta) per riferirsi a Paesi recentemente decolonizzati che sono prevalentemente sottosviluppati e abitati da popolazione non bianca. Il termine venne spesso usato anche nei dibattiti riguardanti l'immigrazione proveniente da questi Paesi.
Nei recenti anni, il termine "Commonwealth dei bianchi" è stato usato in senso spregiativo stando ad indicare che le nazioni più benestanti, con popolazione bianca, del Commonwealth avevano interessi e scopi diversi da quelle "non-bianche", e in particolare dai membri africani. Il presidente dello Zimbabwe Robert Mugabe ha usato il termine frequentemente per dichiarare che i tentativi del Commonwealth di catalizzare cambi politici nel suo Paese sono motivati da razzismo e atteggiamenti colonialisti e che il "Commonwealth dei bianchi" domina il Commonwealth delle Nazioni nella sua totalità. Ci sono stati tentativi fatti da gruppi come la Società del Commonwealth Unito per unire il Commonwealth e trovare collegamenti più stretti sia culturalmente che economicamente, cominciando con il "Commonwealth dei bianchi" ed espandendosi fino ad includere gli altri Stati membri.
Così come l'appartenenza è puramente volontaria, i governi membri possono scegliere in qualsiasi momento di abbandonare il Commonwealth. Il Pakistan rifiutò la partecipazione nel 1972 come protesta al riconoscimento della rottura col Bangladesh da parte del Commonwealth, ma si unì nuovamente nel 1989. Lo Zimbabwe se ne andò nel 2003 quando alcuni capi di governo del Commonwealth rifiutarono di eliminare la sospensione del Paese, per motivi di violazioni di diritti umani e malgoverno intenzionale.
Inizialmente il Commonwealth costituì anche un blocco economico significativo. I Paesi del Commonwealth fecero degli accordi gli uni con gli altri privilegiando l'accesso delle merci ai loro mercati ("Preferenza del Commonwealth"), e si stabilì un libero o preferenziale diritto di migrazione da un Paese ad un altro. All'entrata della Gran Bretagna nella CEE, la Convenzione di Lomé preservò alcuni diritti per le merci in arrivo dai Paesi del Commonwealth.
Negli ultimi anni si è però presentata una reciproca mancanza di interesse nel mantenere attive le relazioni intra-Commonwealth, e l'importanza politica ed economica dell'organizzazione è diminuita. Critici realisti hanno sentenziato che all'organizzazione manca un'appartenenza equilibrata, e hanno indicato che è molto insolito per un organismo internazionale escludere regioni estremamente importanti del mondo come la maggior parte dell'Europa Occidentale e del Sud America.
Nel 2013 la regina Elisabetta II ha firmato la Carta del Commonwealth, un documento programmatico che impegna i Paesi membri su valori e obiettivi.

## Descrizione
Il Commonwealth è utile come organizzazione internazionale che rappresenta collegamenti culturali e storici significativi tra Paesi del Primo mondo e Stati più poveri con diversa struttura sociale. L'eredità comune della lingua inglese e della letteratura, della legge, e dei sistemi britannici di amministrazione danno forma a delle somiglianze all'interno del Commonwealth.
La nomenclatura attuale di "Commonwealth delle Nazioni" si ritiene sufficiente a distinguerlo da altre organizzazioni quali la Comunità di Stati Indipendenti, detta in inglese Commonwealth of Independent States, o il Commonwealth d'Australia. Esso è presieduto dal re di Gran Bretagna e Irlanda del Nord, che viene riconosciuto indistintamente da ogni Stato e come tale è simbolo di libera associazione dei membri dell'organizzazione. Questa posizione, tuttavia, non concede potere politico soprannazionale. Il re governa simbolicamente il Commonwealth mentre il capo esecutivo dell'organizzazione è il segretario generale del Commonwealth che presiede il Segretariato del Commonwealth.

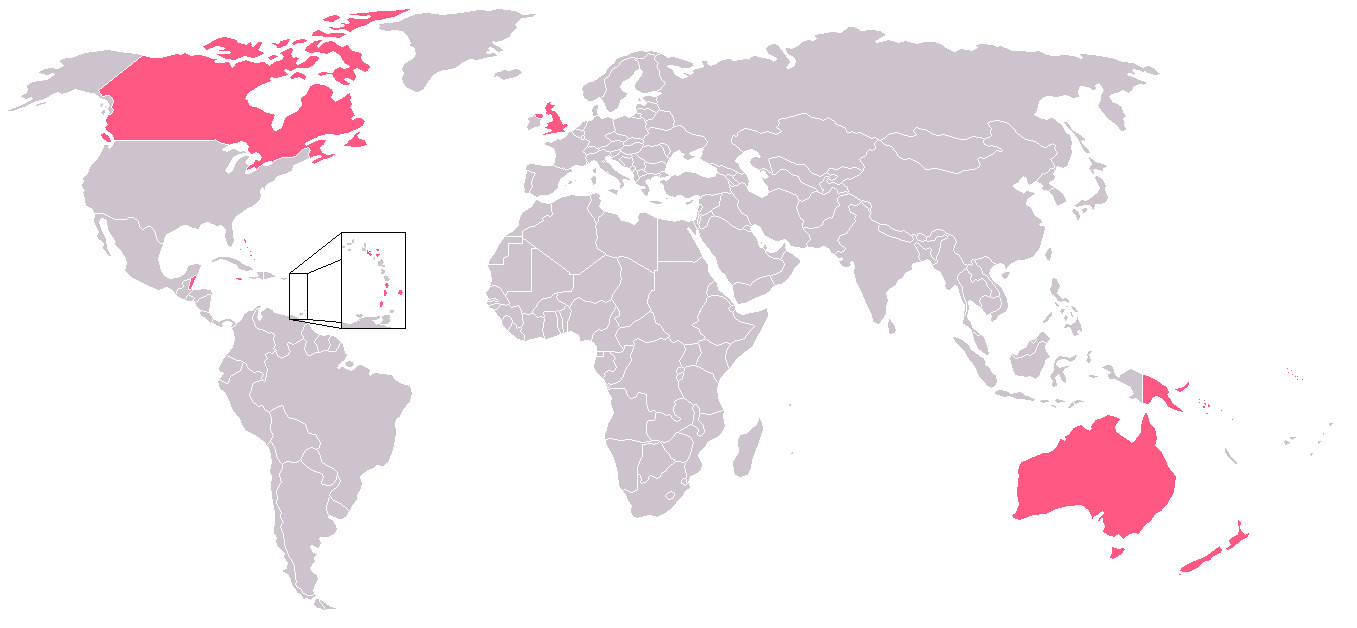
Reami del Commonwealth.

Il re Carlo III è anche Capo di Stato, separatamente, di quindici membri del Commonwealth, chiamati Reami del Commonwealth. Ogni Reame è indipendente e Carlo III, come monarca, detiene distintamente un titolo per ognuno di essi, sebbene tutti includano alla fine le parole "Capo del Commonwealth". Trentadue membri sono repubbliche del Commonwealth. Sei possiedono un proprio monarca (Brunei, Lesotho, Malesia, Samoa, eSwatini e Tonga).
Il Commonwealth è primariamente un'organizzazione in cui gli Stati con condizioni economiche diverse hanno l'opportunità di interagire tra loro più a stretto contatto e su basi di uguaglianza. Le principali attività del Commonwealth sono progettate al fine di creare un'atmosfera di cooperazione economica tra gli Stati membri, così come promuovere la democrazia, i diritti umani, e un governo equo in queste nazioni. Inoltre esso non è un'unione politica e non permette al Regno Unito di esercitare alcun potere negli affari interni degli altri membri dell'organizzazione. Ogni quattro anni i membri del Commonwealth celebrano i Giochi del Commonwealth, il secondo più grande evento multisportivo dopo i Giochi Olimpici.

## Membri
Membri del Commonwealth delle Nazioni
     Ex membri del Commonwealth delle Nazioni (Irlanda e Zimbabwe)
     Territori d'oltremare britannici

Membri del Commonwealth delle Nazioni
Ex membri del Commonwealth delle Nazioni (Irlanda e Zimbabwe)
Territori d'oltremare britannici

Lista dei Paesi aderenti al Commonwealth delle nazioni per anno di adesione.
| Stato                     | Data | Note                                                                                       |
| ------------------------- | ---- | ------------------------------------------------------------------------------------------ |
| Regno Unito               | 1931 |                                                                                            |
| Canada                    | 1931 |                                                                                            |
| Sudafrica                 | 1931 | espulso nel 1961 per discriminazioni razziali, riammesso nel 1994                          |
| Australia                 | 1942 | invitata nel 1931, ratificata nel 1942                                                     |
| India                     | 1947 |                                                                                            |
| Nuova Zelanda             | 1947 | invitata nel 1931, ratificata nel 1947                                                     |
| Pakistan                  | 1947 | uscito nel 1972, rientrato nel 1989, sospeso tra il 1999 e il 2004 e tra il 2007 e il 2008 |
| Sri Lanka                 | 1948 |                                                                                            |
| Ghana                     | 1957 |                                                                                            |
| Malaysia                  | 1957 |                                                                                            |
| Nigeria                   | 1960 | sospesa tra il 1995 e il 1999                                                              |
| Cipro                     | 1961 |                                                                                            |
| Sierra Leone              | 1961 |                                                                                            |
| Giamaica                  | 1962 |                                                                                            |
| Trinidad e Tobago         | 1962 |                                                                                            |
| Uganda                    | 1962 |                                                                                            |
| Kenya                     | 1963 |                                                                                            |
| Malawi                    | 1964 |                                                                                            |
| Malta                     | 1964 |                                                                                            |
| Tanzania                  | 1964 |                                                                                            |
| Zambia                    | 1964 |                                                                                            |
| Gambia                    | 1965 | uscito nel 2013, tornato nel 2018                                                          |
| Singapore                 | 1965 |                                                                                            |
| Barbados                  | 1966 |                                                                                            |
| Botswana                  | 1966 |                                                                                            |
| Guyana                    | 1966 |                                                                                            |
| Lesotho                   | 1966 |                                                                                            |
| Mauritius                 | 1968 |                                                                                            |
| eSwatini                  | 1968 |                                                                                            |
| Figi                      | 1970 | sospese tra il 1987 e il 1997, e tra il 2006 e il 2014                                     |
| Samoa                     | 1970 |                                                                                            |
| Tonga                     | 1970 |                                                                                            |
| Bangladesh                | 1972 |                                                                                            |
| Bahamas                   | 1973 |                                                                                            |
| Grenada                   | 1974 |                                                                                            |
| Papua Nuova Guinea        | 1975 |                                                                                            |
| Seychelles                | 1976 |                                                                                            |
| Dominica                  | 1978 |                                                                                            |
| Isole Salomone            | 1978 |                                                                                            |
| Tuvalu                    | 1978 |                                                                                            |
| Kiribati                  | 1979 |                                                                                            |
| Saint Vincent e Grenadine | 1979 |                                                                                            |
| Saint Lucia               | 1979 |                                                                                            |
| Vanuatu                   | 1980 |                                                                                            |
| Antigua e Barbuda         | 1981 |                                                                                            |
| Belize                    | 1981 |                                                                                            |
| Maldive                   | 1982 | uscite nel 2016 e rientrate nel 2020                                                       |
| Saint Kitts e Nevis       | 1983 |                                                                                            |
| Brunei                    | 1984 |                                                                                            |
| Namibia                   | 1990 |                                                                                            |
| Camerun                   | 1995 |                                                                                            |
| Mozambico                 | 1995 |                                                                                            |
| Nauru                     | 1999 |                                                                                            |
| Ruanda                    | 2009 | [ 6 ]                                                                                      |
| Gabon                     | 2022 |                                                                                            |
| Togo                      | 2022 |                                                                                            |

### Reami del Commonwealth (15 stati)
| Stato membro              |
| ------------------------- |
| Antigua e Barbuda         |
| Australia                 |
| Bahamas                   |
| Belize                    |
| Canada                    |
| Giamaica                  |
| Grenada                   |
| Isole Salomone            |
| Nuova Zelanda             |
| Papua Nuova Guinea        |
| Regno Unito               |
| Saint Kitts e Nevis       |
| Saint Vincent e Grenadine |
| Saint Lucia               |
| Tuvalu                    |

### Nazioni del Commonwealth aventi una propria monarchia (6 stati)
| Stato membro |
| ------------ |
| Brunei       |
| Lesotho      |
| Malaysia     |
| Samoa        |
| eSwatini     |
| Tonga        |

### Repubbliche del Commonwealth (35 stati)
| Stato membro      |
| ----------------- |
| Bangladesh        |
| Barbados          |
| Botswana          |
| Camerun           |
| Cipro             |
| Dominica          |
| Figi              |
| Gabon             |
| Gambia            |
| Ghana             |
| Guyana            |
| India             |
| Kenya             |
| Kiribati          |
| Malawi            |
| Maldive           |
| Malta             |
| Mauritius         |
| Mozambico         |
| Namibia           |
| Nauru             |
| Nigeria           |
| Pakistan          |
| Ruanda            |
| Seychelles        |
| Sierra Leone      |
| Singapore         |
| Sri Lanka         |
| Sudafrica         |
| Tanzania          |
| Togo              |
| Trinidad e Tobago |
| Uganda            |
| Vanuatu           |
| Zambia            |

### Ex membri (2 stati)
| Stato ex membro | Data di uscita | Note                          |
| --------------- | -------------- | ----------------------------- |
| Irlanda         | 1949           |                               |
| Zimbabwe        | 2003           | sospeso tra il 2002 e il 2003 |

## La Royal Commonwealth Society
La Royal Commonwealth Society è un'organizzazione che promuove una maggiore affiliazione politica tra i reami del Commonwealth, rafforza i legami storici e culturali fra i membri costituenti, si oppone ai cambiamenti legislativi che possono essere nocivi ai suoi obiettivi e ai rapporti fra i membri e aumenta la cooperazione tra i suddetti Paesi.